# Carmen Castiella Ruiz de Velasco
Carmen Castiella Ruiz de Velasco (Bilbao, 1972) es una diplomática española. Es Consejera Diplomática de la Casa de Su Majestad el Rey (desde 2024).

## Carrera diplomática
Nació en Bilbao. Tras licenciarse en Derecho Económico en la Universidad de Deusto, completó su formación jurídica con dos másteres: uno en Comunidades Europeas y Derechos Humanos en la Universidad Pontificia de Salamanca, y otro en International Business Law por el Instituto de Empresa, y el Diploma del Programa de Liderazgo para la Gestión Pública del IESE Business School (Universidad de Navarra). Posteriormente ingresó en la Escuela Diplomática (1999).
Ha estado destinada en las Embajadas de España en: Ciudad de Guatemala (Guatemala, 2001-2004), París (Francia, 2004-2008) y en la Representación Permanente de España ante las Naciones Unidas (Nueva York, 2012-2017).
En el Ministerio de Asuntos Exteriores, Unión Europea y Cooperación - MAEUEC (Madrid) ha trabajado en: el Gabinete del Secretario de Estado de Asuntos Exteriores, y en el Departamento de Política Internacional y Seguridad del Gabinete de Presidencia del Gobierno (2008-2011).
En la Agencia Española de Cooperación Internacional para el Desarrollo fue Jefa del Departamento de Cooperación con Centroamérica, México y El Caribe (2011-2012) y Directora de Cooperación con América Latina y el Caribe (2017-2021).
Desde agosto de 2021 ejerce como embajadora de España en Asunción (República de Paraguay).
En noviembre de 2024 la Casa Real anunció que Castiella relevaría al también diplomático Alfonso Sanz Portolés como consejera diplomática del rey.